# 什勒斯維希主教座堂

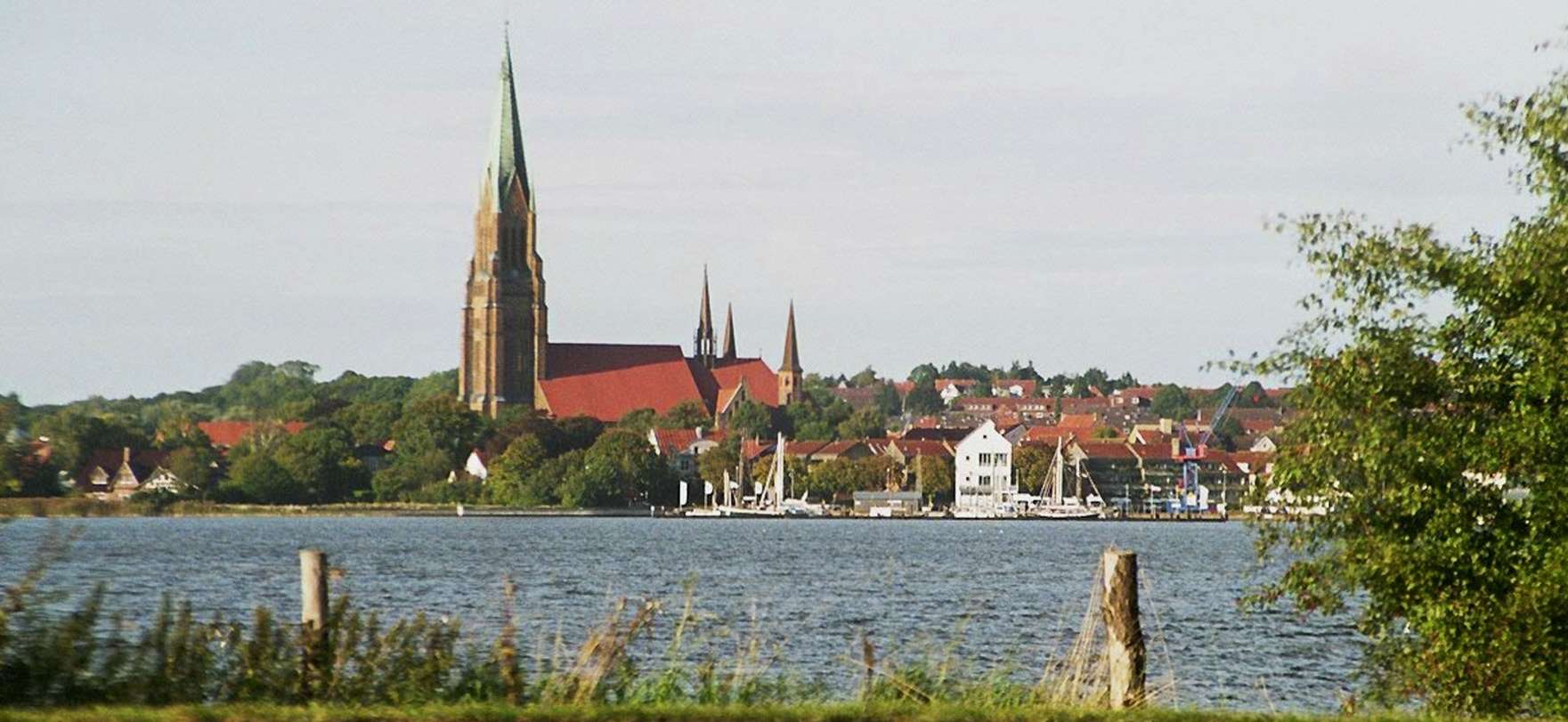
什勒斯維希主教座堂

什勒斯維希主教座堂（德語：Schleswiger Dom）是德國北部城市什勒斯維希的一座教堂，正式名稱是什勒斯維希的聖彼得主教座堂（德語：St. Petri-Dom zu Schleswig）。這座教堂是什勒斯維希的主要教堂，並且曾是天主教什勒斯維希教區的主教座堂。現在這座教堂是信義宗的教堂。這座教堂也是什勒斯維希-霍爾斯坦最重要的建築之一。教堂始建於850年。

## 外部連結
- Official Page of Schleswig Cathedral （页面存档备份，存于） （德文）

54°30′48″N 9°34′09″E / 54.51333°N 9.56917°E